# Édouard Devambez
Pour les articles homonymes, voir Devambez (homonymie).
 (juillet 2020).
Si vous disposez d'ouvrages ou d'articles de référence ou si vous connaissez des sites web de qualité traitant du thème abordé ici, merci de compléter l'article en donnant les références utiles à sa vérifiabilité et en les liant à la section « Notes et références ».
François Édouard Devambez, né le 11 mars 1844 à Saumont-la-Poterie et mort le 2 juin 1923 à Paris, est un industriel, graveur, imprimeur et éditeur d'art français.

## Biographie
Édouard Devambez apprend son métier au côté de prestigieux graveurs[réf. nécessaire] — et ses cousins par alliance — Jules Joseph Foulonneau et Jean Henri Hillekamp, installés au no 4 galerie Vivienne à Paris. En épousant Catherine Veret en 1864, Devambez rentre ainsi dans l'illustre dynastie Muret et Veret, deux familles qui marquent la gravure du début du XIXe siècle.
En 1873, Devambez achète l’atelier fondé, en 1826, par Hippolyte Brasseux Jeune, graveur du roi[Qui ?] Charles X, et installé, à cette époque, au no 5 passage des Panoramas. Ce qui devient la Maison Devambez déménage pour le 65 du même passage, puis pour la rue des Filles-Saint-Thomas.
À partir de ce moment, la biographie d'Édouard Devambez se confond, pour une bonne part, avec celle de la Maison Devambez.
Édouard Devambez a un fils, André, né en 1867, qui grandira dans une ambiance artistique et deviendra peintre. Dès son plus jeune âge, André travaille avec son père. Ils conçoivent dans l’atelier du passage des Panoramas, papiers à lettres, menus, impressions artistiques, etc., tous animés d’un fourmillement de vie qui font le succès de la Maison. 
Il est nommé chevalier de la Légion d'honneur le 15 janvier 1905.
Édouard Devambez meurt le 2 juin 1923 en son domicile dans le 14e arrondissement de Paris, et est inhumé au cimetière du Père-Lachaise (42e division).